# Charlotte Godley

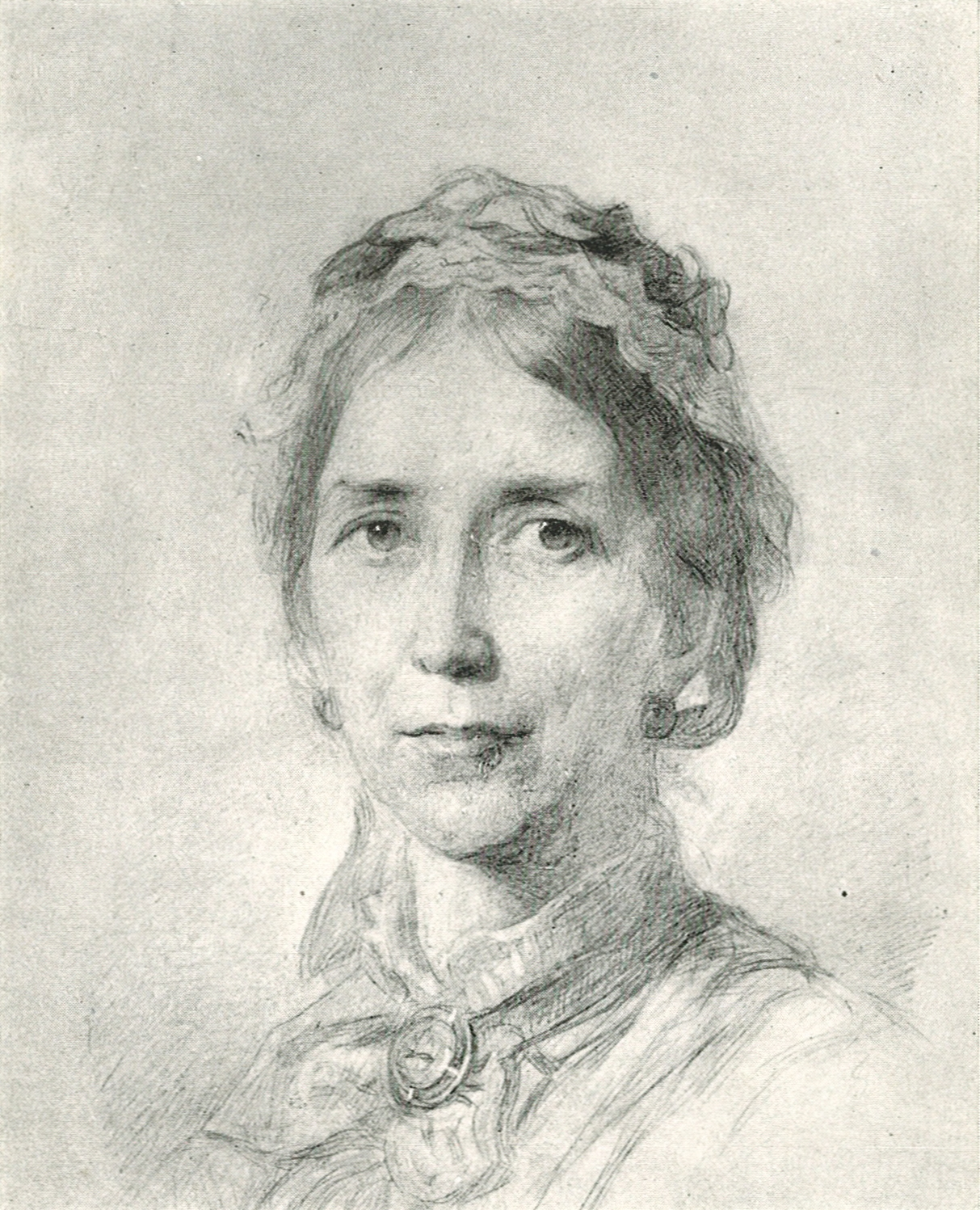
Charlotte Godley
Bleistiftzeichnung (1877)

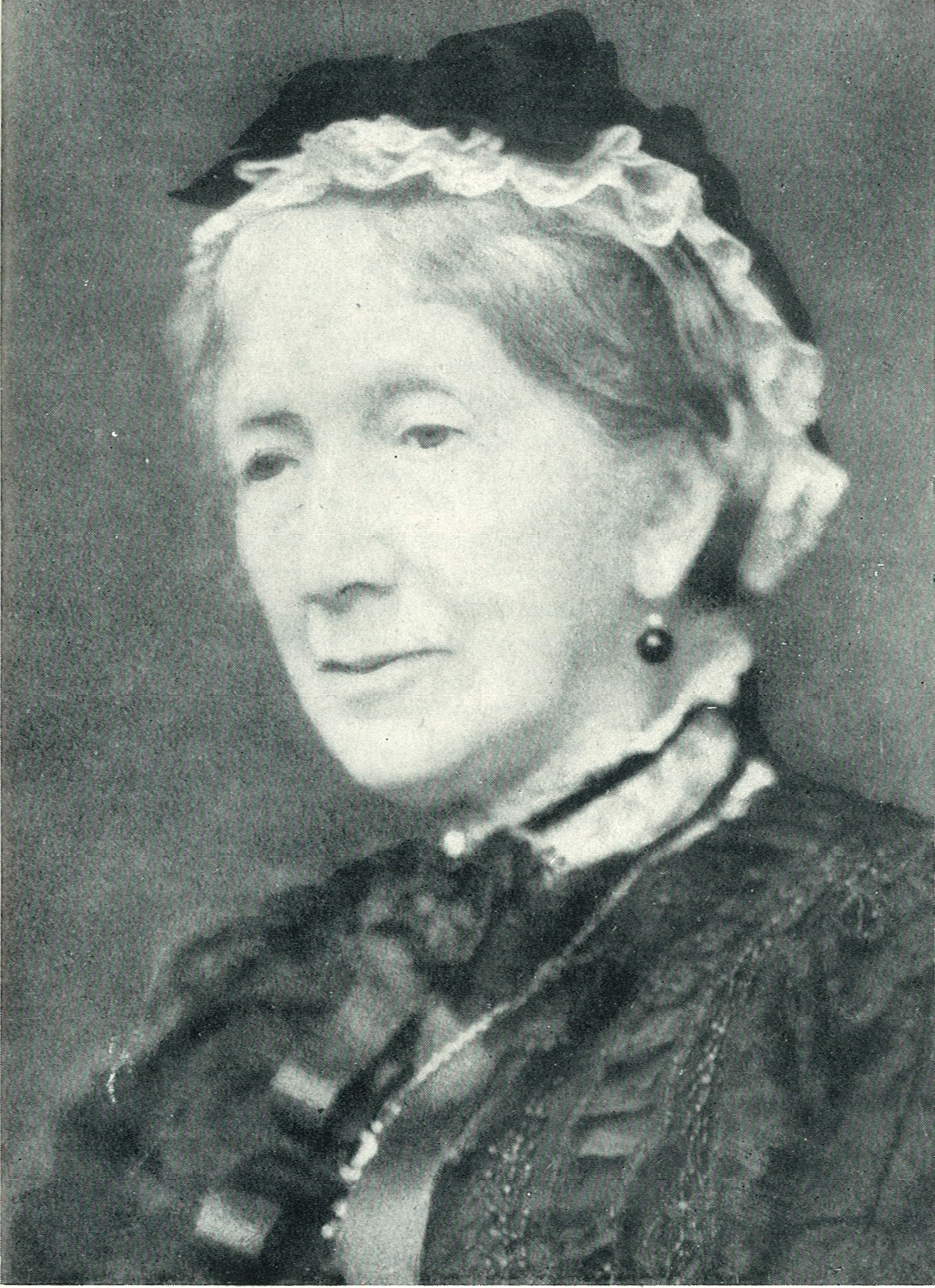
Charlotte Godley
(vor 1907)

Charlotte Godley (* 1821 in Voelas, Grafschaft Denbighshire, Norden von Wales; † 3. Januar 1907 in London, England) war eine in Wales geborene, englische Autorin zahlreicher in Neuseeland geschriebener Briefe, welche gesammelt im Buch Letters from Early New Zealand veröffentlicht wurden.

## Frühes Leben
Charlotte Griffith Wynne wurde 1821 als eines von acht Kindern (vier Töchter und vier Söhne) der Eheleute Sara Stokesley und Charles Griffith Wynne in Voelas, in der Grafschaft Denbighshire geboren. Charlottes Vater war ein Enkel des dritten Earl of Aylesford und hatte mit dem Nachnamen Wynne 1804 den Namen seiner Mutter angenommen. Ihre Mutter war die Tochter des Reverend Henry Hildyard aus Stokesley in der Grafschaft Yorkshire. Mehr, als dass Charlotte eine konservative Erziehung erfahren hat, ist von ihr aus der Kindheit und Jugendzeit nicht überliefert.
Am 29. September 1846 heiratete sie in Voelas den irischen Politiker John Robert Godley. Aus der Ehe ging zunächst ein Sohn hervor. Vier Töchter wurden später in Neuseeland geboren.

## Neuseeland
Nachdem Charlottes Mann durch Edward Gibbon Wakefield von der New Zealand Company für den Job als Chefagent der Canterbury Association angeworben worden war, reiste die Familie im Dezember 1849 auf dem Schiff Lady Nugent nach Neuseeland. Am 25. März 1850 erreichten sie den Hafen von Port Chalmers in Otago und wurden dort von William Cargill im Dienste der New Zealand Company begrüßt und in Dunedin aufgenommen.
Am 4. April stach die Lady Nugent wieder in See und machte sich mit einem Stopover in Port Cooper, dem heutigen Lyttelton, auf den Weg nach Wellington, wo die Familie am 22. April den Hafen erreichte und sechs Monate verbrachte. Charlotte hatte bis zu diesem Zeitpunkt beginnend von ihrer Abreise in England vier seitenlange Briefe an ihre Mutter geschrieben, in denen sie detailliert Beobachtungen, Ereignisse und Vorkommnisse sowie die Atmosphäre an Bord und an Land beschrieb.
Von Wellington aus brach die Familie Ende November mit der Acheron in Richtung Canterbury auf, wo sie von Dezember 1850 bis Dezember 1852 in Lyttelton und Riccarton blieb. Riccarton war seinerzeit ein Vorort von Christchurch, ist heute aber ein zentrumsnaher Stadtteil der Stadt.
Charlotte setzte das Schreiben ihrer detaillierten Briefe bis zu ihrer Rückkehr nach England fort. Die Technik ihres Briefeschreibens bestand im Festhalten dessen, was sie tat und empfand sowie was an jedem Tag passierte und in welcher Atmosphäre es geschah. Dies beinhaltete die Māori, das Essen, die Ausflüge, die Erdbeben, die Preise und die Kleidung der Menschen. Auffallend ist die Detailtiefe, sodass sich ein Leser besser in ihre Situation versetzen konnte. Charlotte, die als offener und zugänglicher beschrieben wurde als ihr Mann, nahm Anteil am gesellschaftlichen Leben der Kolonie und hatte als Frau ihres einflussreichen Mannes auch Einfluss auf die Menschen, der jedoch als sanft beschrieben wurde. Auch unterstützte sie ihren Mann bei seiner Arbeit und half ihm bei seiner Korrespondenz.
Über ihre Zeit nach der Rückkehr nach England ist wenig dokumentiert. Sie verstarb am 3. Januar 1907 in London, nachdem ihr Mann bereits 40 Jahre zuvor verstorben war.

## Werke
- Charlotte Godley: Letters from Early New Zealand. Hrsg.: Charlotte Godley. Printed for Private Circulation Only, 1936 (englisch, Online [abgerufen am 1. Januar 2025]).